# Bolbohamatum calanus
Bolbohamatum calanus es una especie de coleóptero de la familia Geotrupidae.

## Distribución geográfica
Habita en el Himalaya y Assam en la India.